# 72. mechanizovaný prapor
72. mechanizovaný prapor je vojenská jednotka Armády České republiky s posádkou v Přáslavicích spadající pod 7. mechanizovanou brigádu.

## Historie
Prapor vznikl roku 1998 jako 74. mechanizovaný prapor reorganizací ze 74. výcvikového střediska a roku 2000 byl přečíslován na 72. mechanizovaný prapor.
Vojáci z jednotky se pravidelně účastnili misí v Afghánistánu. Tvořili jádro 4. jednotky poradního a výcvikového týmu (OMLT) působící v afghánské provincii Vardak od dubna do listopadu 2012. 17 vojáků bylo součástí 1. strážní roty na letecké základně Bagram (BAF) působící v Afghánistánu od října 2013 do dubna 2014. 3. strážní rota BAF (říjen 2014 až duben 2015) byla složena především z mužů 72. praporu. Podíleli se také na 5. strážní rotě BAF (říjen 2015 až duben 2016).

## Aktivní zálohy
Aktivní zálohy 72. mechanizovaného praporu Přáslavice jsou organickou součástí mechanizovaného bojového útvaru Armády České republiky, která je složená z vojáků v aktivní záloze. Vojáci v aktivní záloze jsou civilisté, kteří dobrovolně převzali brannou povinnost. Tito lidé se pravidelně účastní vojenských cvičení v rozsahu několika týdnů každý rok a jsou připravováni na okamžité posílení profesionální armády v případě potřeby státu. Příslušníci Aktivní zálohy 72. mpr jsou cvičeni ve všech činnostech, které vykonávají vojáci z povolání u útvaru, aby byli schopni útvar v případě nutnosti doplnit. Tyto činnosti vycházejí z určení 72. mechanizovaného praporu.

### Historie
Ke vzniku mechanizované čety AZ u 72. mpr. Přáslavice došlo v roce 2007. V plánu bylo původně vystavět mechanizovanou rotu Aktivní zálohy v Přáslavicích již v roce 2005 (tehdy pod 163. tankovým praporem), nicméně realizace ve velikosti čety proběhla až o dva roky později. Funkci velitele od samého začátku zastával por. Mgr. Ivo Heinz. K 1. 1. 2015 byla četa zařazena do organické struktury 3. mechanizované roty 72. mpr, jako její 4. mechanizovaná četa. Takto celý výcvikový rok četa cvičila bok po boku svých profesionálních kolegů. V druhé polovině roku 2016 došlo k rozšíření čety na mechanizovanou rotu AZ 72. mpr Přáslavice. Nově vzniklá mechanizovaná rota AZ se skládá ze dvou mechanizovaných čet, minometné čety  a čety zabezpečení. Od 1. července 2016 do 1. dubna 2020 velel rotě kpt. Mgr. Ivo Heinz, poté npor. Bc. Jan Malý a od 1.11.2020 velí rotě npor. Ing. Radka Januš Zajícová.
Od 1. ledna 2020 je aktivní záloha 72. mechanizovaného praporu rozšířena a nyní ji tvoří mechanizovaná rota AZ, záloha praporního obvaziště a záloha štábu praporu. Celé aktivní záloze 72. mechanizovaného praporu velí zástupce velitele praporu mjr. Mgr. Ivo Heinz.
Aktivní záloha 72. mechanizovaného praporu cvičí pravidelně několikrát ročně. Dva vojáci z mechanizované roty AZ byli zařazeni v roce 2021 do zahraniční mise - NATO Enhanced Forward Presence (eFP) v Lotyšsku.

## Výzbroj a technika

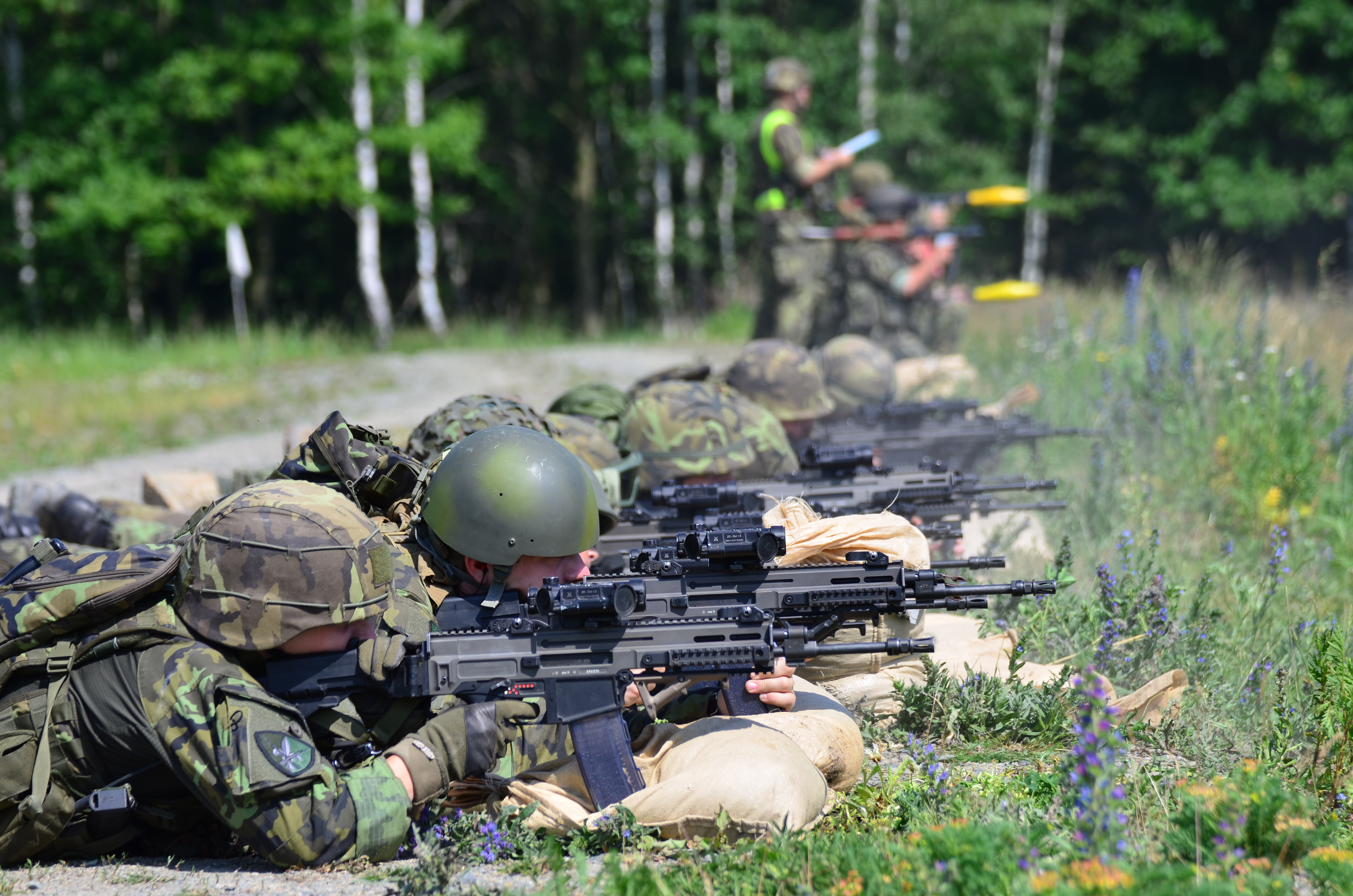
Střelecká příprava

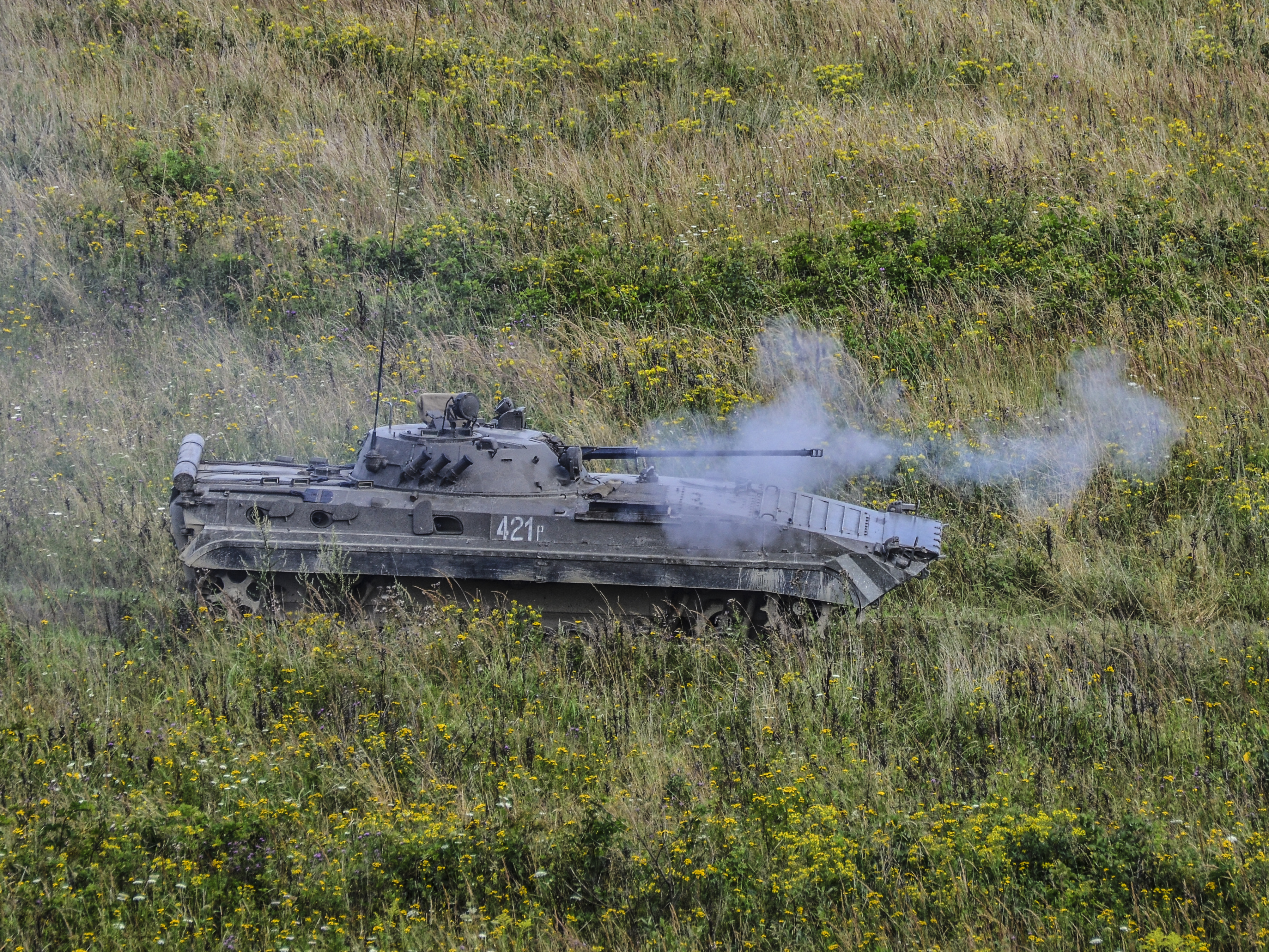
Činnost s BVP

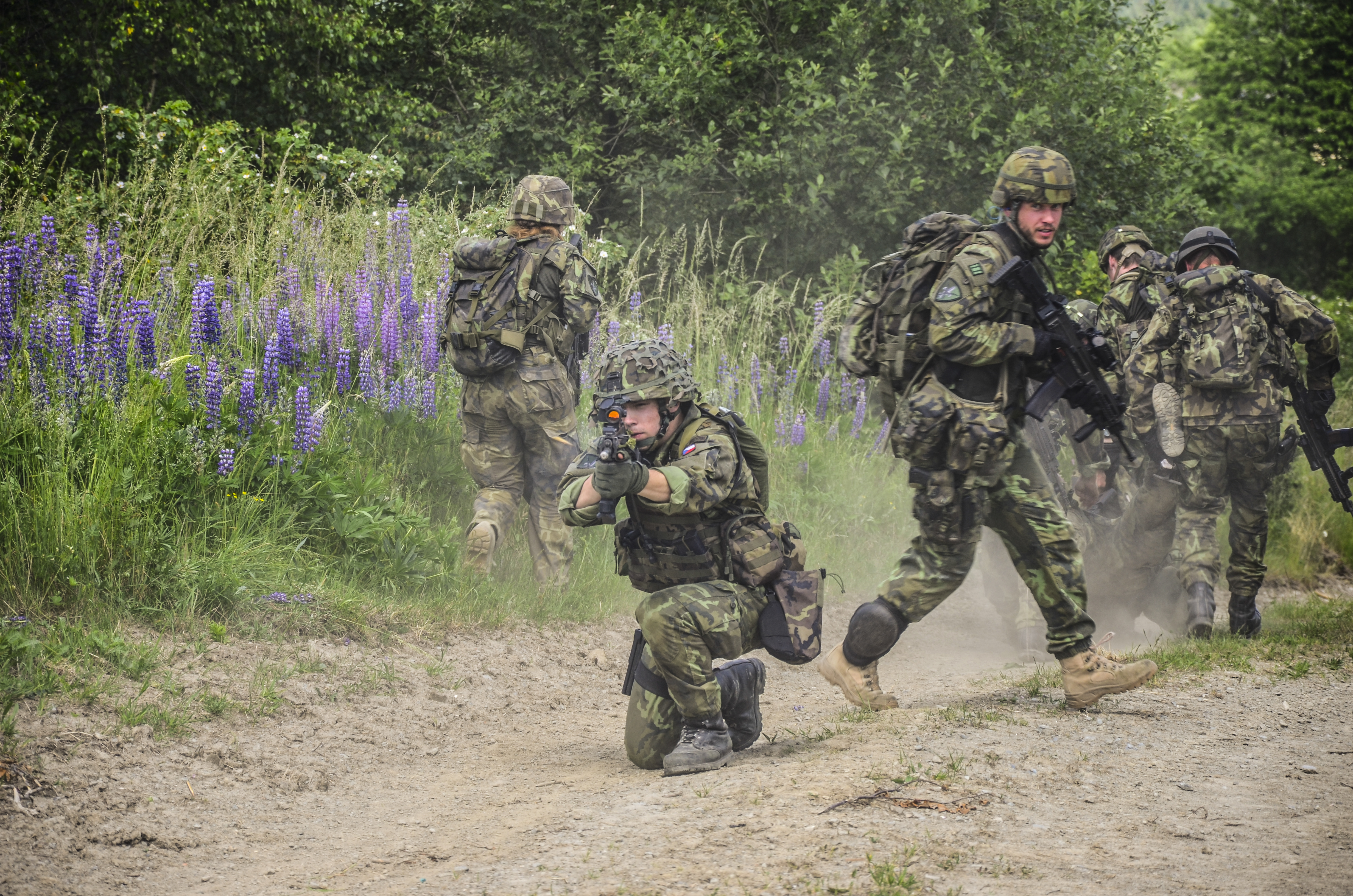
Taktická příprava

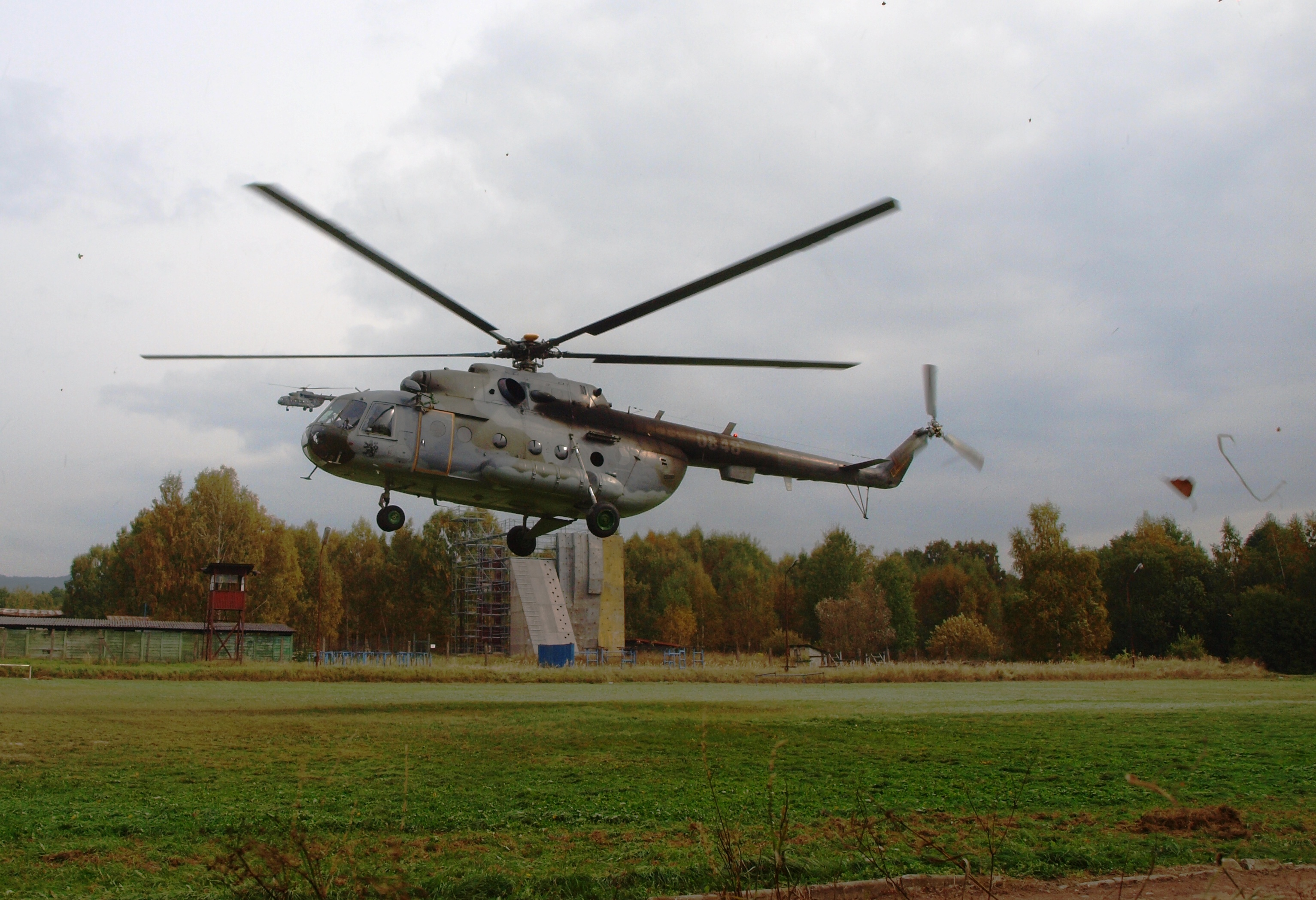
Aeromobilní příprava

- útočná puška CZ 805 BREN A1 v ráži 5,56x45 mm
- Lehký kulomet FN MINIMI v ráži 7,62×51 mm
- pistole CZ 75 Phantom ráže 9 mm
- pancéřovka RPG-7
- BVP-2
- Toyota Hilux
- Tatra 810

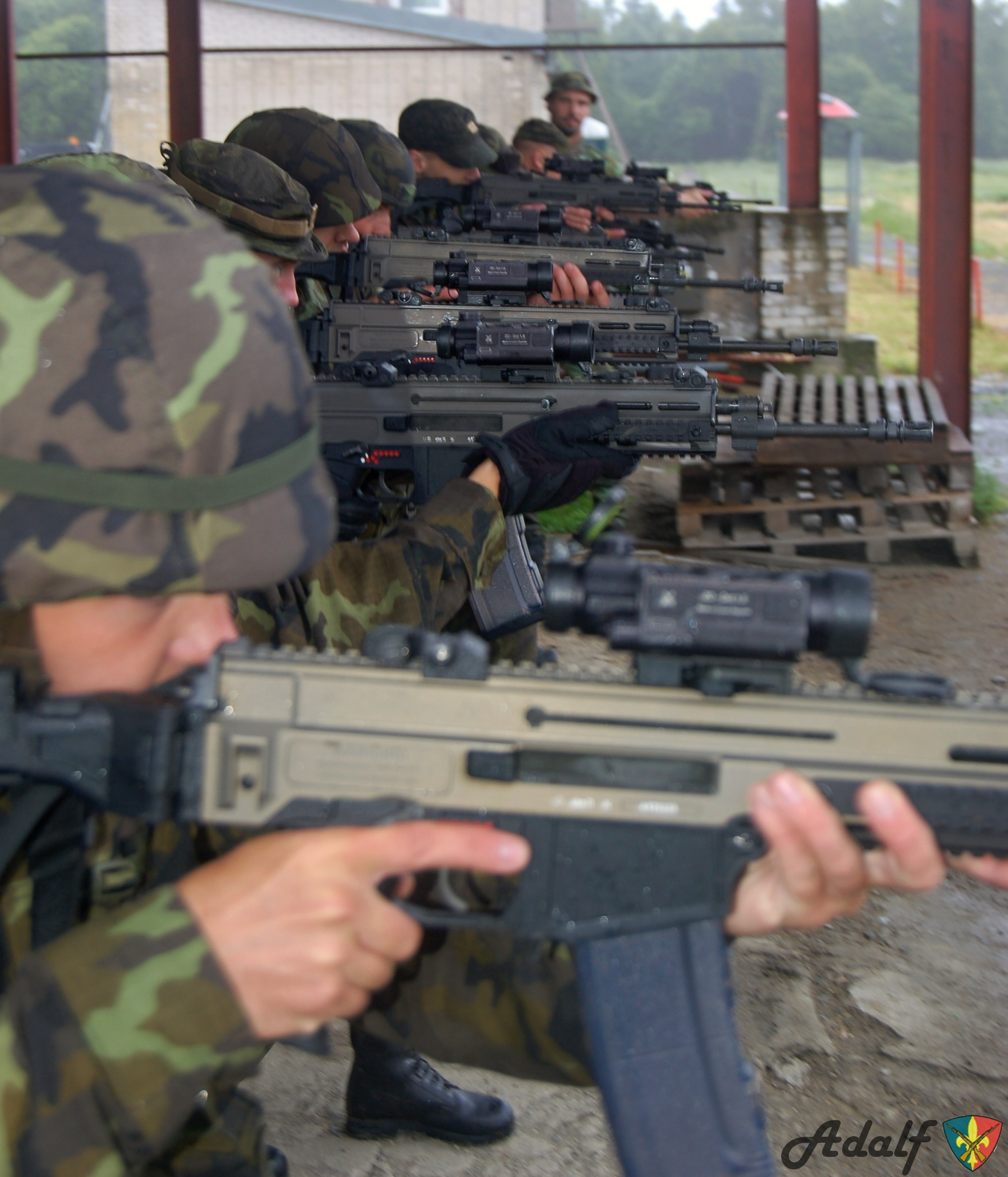
CZ 805 BREN A1
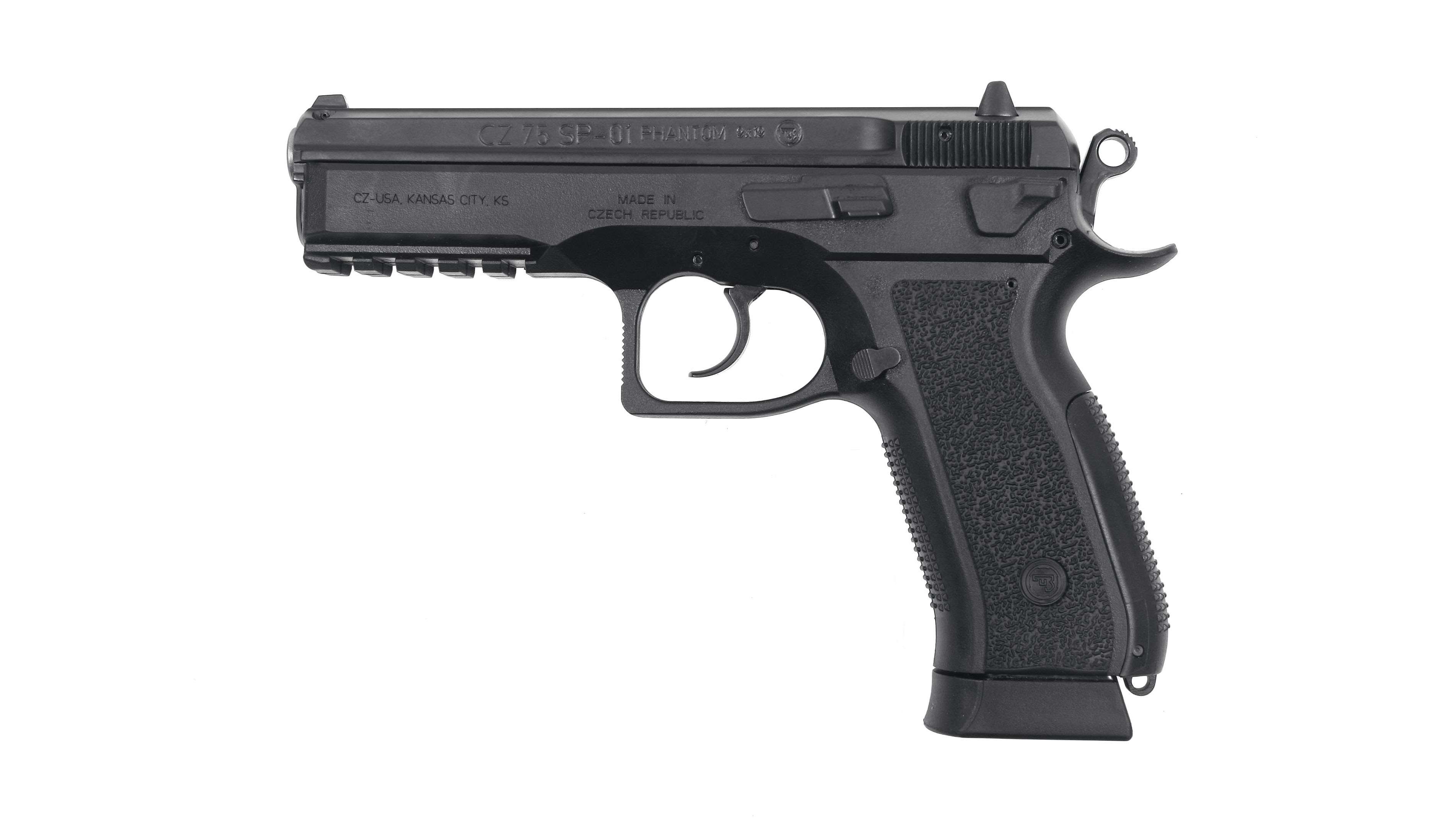
CZ 75 Phantom
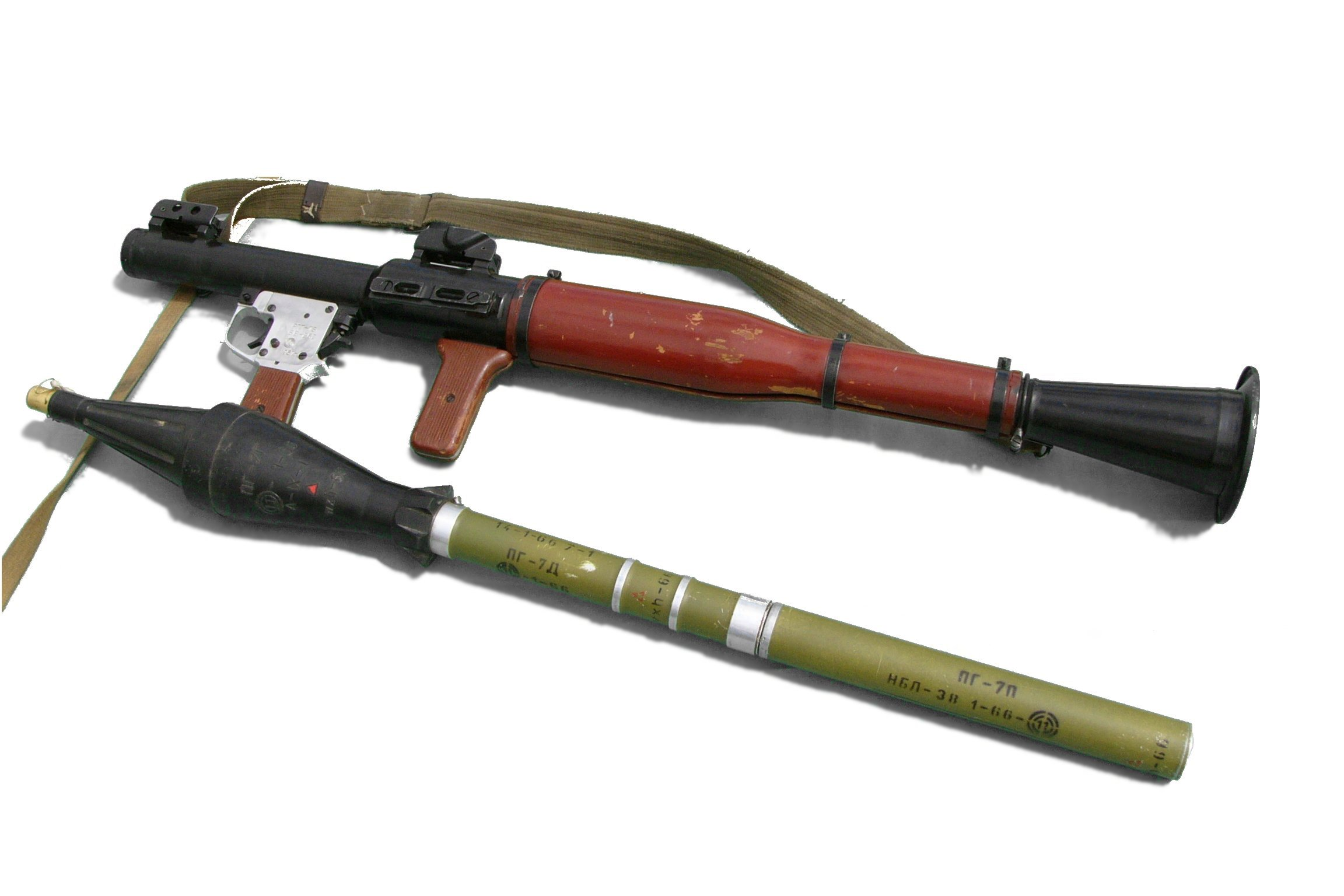
RPG-7
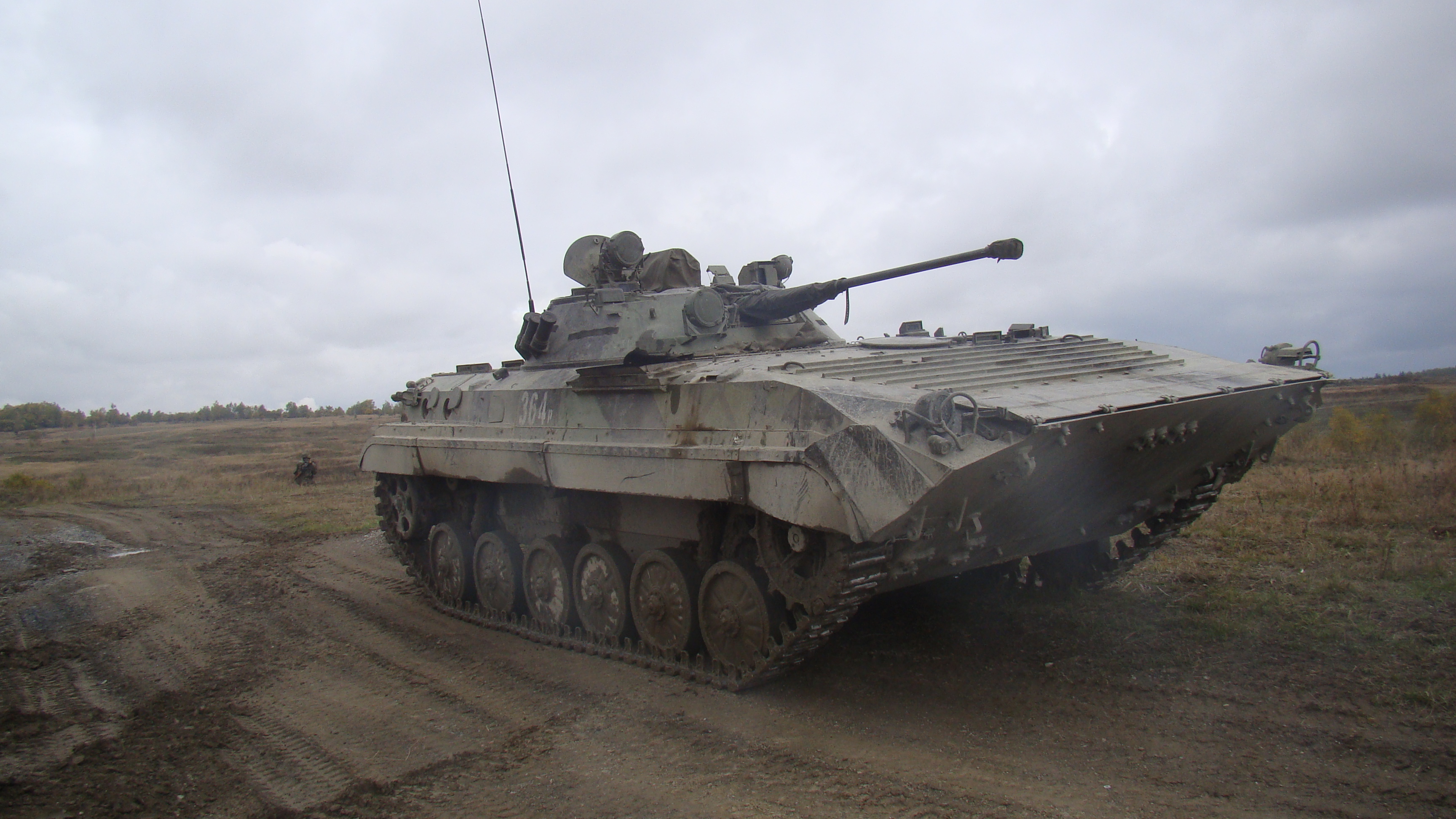
BVP-2
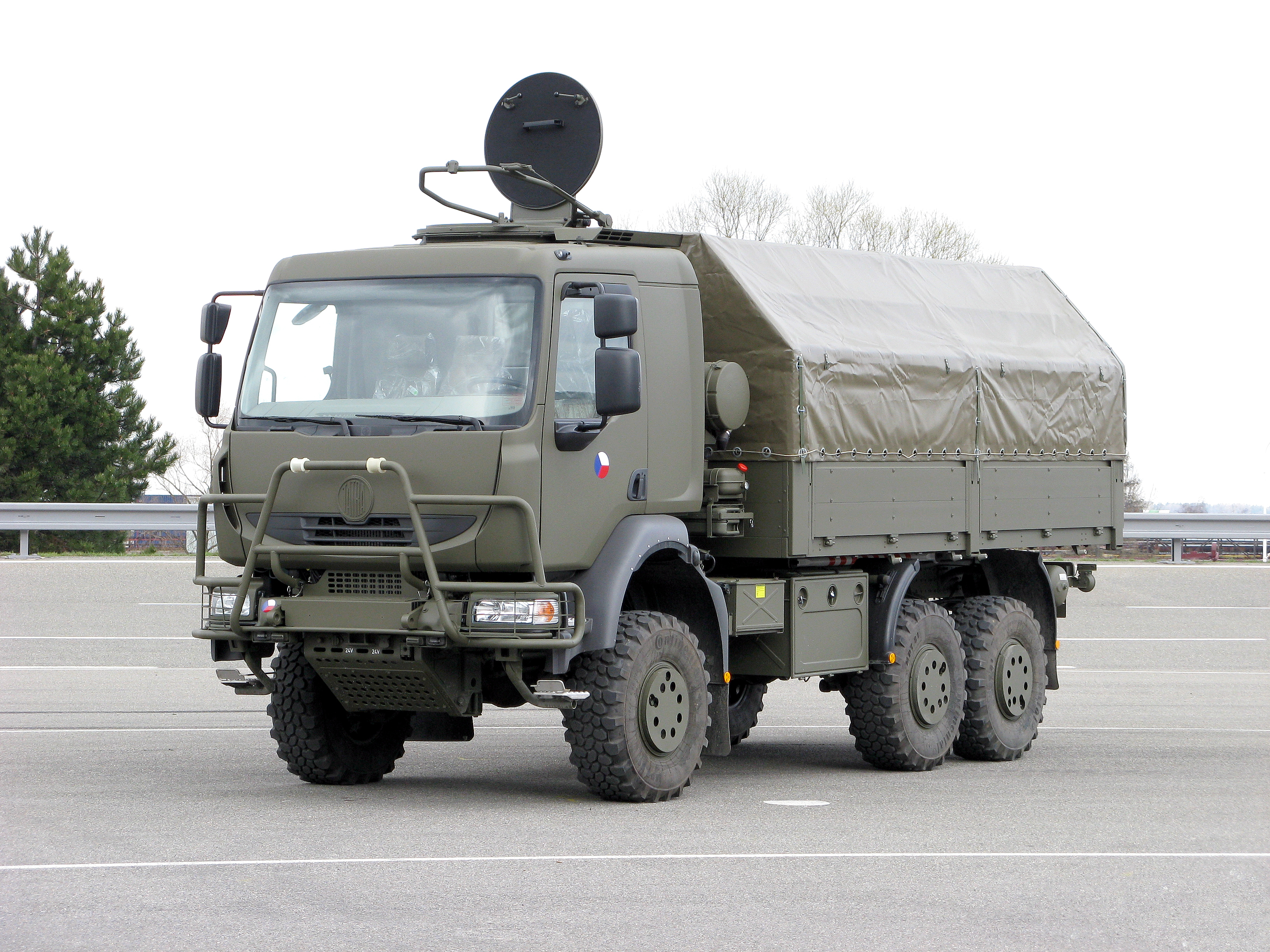
Tatra 810